# 广岛文教大学
广岛文教大学（英語：Hiroshima Bunkyo University）位于广岛县广岛市安佐北区可部东1丁目2番1号，为日本私立大学，1948年建校，1966年大學设置，大学简称文教。2019年4月起改為現稱。

## 沿革
1966年，四年制广岛文教女子大学文学部设置、国文学科、英文学科设置。可部女子短期大学改称广岛文教女子大学短期大学部。
1981年，文学部初等教育学科増设。
1986年，大学院文学研究科国语学国文学专攻（碩士课程）设置。
1987年，大学院文学研究科教育学专攻（碩士课程）増设。
1993年，大学院文学研究科英美文学专攻（碩士课程）増设。
2000年，文学部名称变更人類科学部。既设国文学科、英文学科改组，人類言语学科、人间文化学科、初等教育学科、人類福祉学科四学科设置。短期大学部既设国文学科、英文学科发展为四年制大学。
2002年，人類科学部心理学科、人類营养学科増设。
2005年，大学院文学研究科改编、人類科学研究科。教育学专攻（碩士课程）教育学临床心理学设置。
2008年，大学院人類科学研究科人類福祉学专攻増设。
2019年，更名為廣島文教大學。

## 院系
- 人類科学部
  - 初等教育学科
  - 人類福祉学科
  - 心理学科
  - 人類营养学科

## 著名校友
- 岸则子